# 丹生川村立折敷地小学校
丹生川村立折敷地小学校 （にゅうかわそんりつ おしきじしょうがっこう）は、かつて岐阜県大野郡丹生川村（現・高山市）に存在した公立小学校。

## 概要
- 1976年、三之瀬小学校、国見小学校と統合。荒城小学校の新設により廃校。
- 1950年から1970年までは折敷地中学校を併設し、折敷地小中学校とも称した。
- 校舎は荒城小学校校舎に転用され、1980年に荒城小学校が新築移転するまで使用された。

## 沿革
- 1874年（明治7年） - 折敷地村に下田学校[注釈 3]折敷地支校が開校。住吉神社[注釈 4]を仮校舎とする。
- 1875年（明治8年） - 小野村、根方村、白井村、芦谷村、板殿村、日面村、日影村、駄吉村、旗鉾村、久手村、岩井谷村、池之俣村、瓜田村、法力村、大萱村、坊方村、山口村、大谷村、塩屋村、町方村、桐山村、新張村、細越村、下保村、殿垣内村、小木曾村、下坪村、吉城郡折敷地村、大沼村、森部村、三之瀬村、柏原村が合併し、丹生川村が発足。
- 1888年（明治19年） - 独立し、折敷地簡易科小学校となる。
- 1893年（明治26年） - 折敷地尋常小学校に改称する。
- 1894年（明治27年）10月 - 新築移転。
- 1901年（明治34年）5月 - 呂瀬分校を設置する。
- 1908年（明治41年）4月1日 - 丹生川尋常高等小学校第六分教場となる。尋常科1～6年の児童が通学する。
- 1913年（大正2年）10月 - 校舎を新築する。
- 1926年（大正15年） - 高等科を設置する。
- 1929年（昭和4年） - 校舎を増築する。
- 1941年（昭和16年）4月1日 - 丹生川国民学校第六分教場となる。
- 1947年（昭和22年）4月1日 - 丹生川村立丹生川小学校折敷地分校に改称する。
- 1948年（昭和23年）4月1日 - 丹生川小学校から独立し、丹生川村立折敷地小学校として開校。
- 1950年（昭和25年）4月1日 - 丹生川村立折敷地中学校が開校する。折敷地小学校は折敷地中学校との併設校となる。
- 1970年（昭和45年）3月 - 折敷地中学校が統合により廃校。折敷地小学校は単独校となる。
- 1976年（昭和51年）3月 - 統合により廃校。